# إعصار دانيال (2006)
كان إعصار دانيال ثاني أقوى إعصار في موسم الأعاصير في المحيط الهادئ لعام 2006. العاصفة الرابعة في هذا الموسم، دانيال نشأ في 16 يوليو من موجة استوائية قبالة سواحل المكسيك. وهو يتحرك باتجاه الغرب، ويزداد بثبات ليصل إلى ذروة رياح تبلغ سرعتها 150 ميلا في الساعة (22 كم / ساعة) في 22 يوليو. وفي ذلك الوقت، كانت خصائص الإعصار تشبه تلك التي في الإعصار الحلقي. ضعف دانيال تدريجيا حيث دخل ‘لي منطقة من  الماء البارد وقص الرياح الزايد، وبعد العبور إلى وسط المحيط الهادئ ، سرعان ما تدهور إلى منطقة بقايا الضغط المنخفض في 26 يوليو، قبل أن يتبدد بعد يومين.
وتشير التنبؤات الأولية إلى أن الإعصار سيمر عبر جزر هاواي كعاصفة مدارية. ومع ذلك، تبخرت بقايا دانيال جنوب شرق هاواي. جلبت العاصفة الضوء إلى جزيرة هاواي وماوي ، مما تسبب في فيضانات بسيطة، على الرغم من عدم وجود أضرار كبيرة أو الوفيات.

## تاريخه حسب الأرصاد الجوية
بدأ إعصار دانيال كموجة استوائية انتقلت من الساحل الغربي لأفريقيا في الثاني من يوليو / تموز. انتقلت الموجة عبر المحيط الأطلسي والبحر الكاريبي مع حمل حراري قليل، وفي 12 يوليو، عبرت أمريكا الوسطى إلى شرق المحيط الهادئ. وزاد الحمل الحراري في 13 يوليو، وبعد يومين، بدأ  يظهر علامات التطور المداري إلى جنوب المكسيك. تم تتبعه غربًا بسرعة 15 ميل في الساعة (25 كم / ساعة)، وفي 16 يوليو، أصبح الاضطراب منظمًا بشكل أفضل. مع وجود أزواج مطرانية بالقرب من الدورة  ذات المستوى المنخفض،  تشير التقديرات إلى أن الموجة الاستوائية أنتجت كسادا استوائيًا في أواخر 16 يوليو. .
صُنِّف الاعصار على أنه «منخفض استوائي» خمسة-E ، وتتبع النظام غربًا تحت تيارات التوجيه لحدود منتصف المستوى. في ساعات بعد التكوين، كان الانخفاض يفتقر إلى تركيز الحمل الحراري العميق بالقرب من المركز. الظروف كانت تفضل النمو، بما في ذلك درجات حرارة سطح البحر الدافئة، وكميات منخفضة للغاية من قص الرياح، ووجود إعصار مسيطر على الإعصار. أصبح الحمل أكثر مركزية، بالتزامن مع تحسن تدفق المستوى الأعلى. استنادًا إلى تصنيفات دفوراك، تشير التقديرات إلى أن الإعصار قد اشتد إلى العاصفة الاستوائية  في الساعة 12:00 بالتوقيت العالمي المنسق في 17 يوليو. سرعان ما أصبح دانيال منظمًا بشكل أفضل، مما أدى إلى زيادة نشاط العواصف الرعدية. وتكون مطر دائري محدد بشكل جيد يلتف حول مركز الدورة. وبناءً على تشكيل العين ، قام المركز الوطني للأعاصير بتحديث دانيال إلى إعصار في أواخر 18 يوليو بينما كان يقع على بعد 885 ميلاً (1420 كم) جنوب-جنوب غرب كابو سان لوكاس.

حلقة القمر الصناعي من إعصار دانيال بالقرب من شدة الذروة.

في 19 يوليو، أصبحت عين دانيال ظاهرة على صور القمر الصناعي ،  والتي تنظمت في عين تشبه الثقب. خضعت لدورة استبدال الجريان عندما تحولت إلى الغرب - الشمال الغربي، ووقف اتجاه التكثيف مؤقتًا، قبل التعجيل بسرعة وحصول حالة إعصار رئيسية في 20 يوليو. وفي وقت لاحق من ذلك اليوم، نظم إعصار دانيال عاصفة متماثلة ذات عين مميزة يبلغ قطرها حوالي 30 ميلاً (45 كم). عند بلوغ حالة الفئة 4 على مقياس إعصار سافير - سيمبسون ، كان الإعصار يشبه ظهور الإعصار الحلقي ؛  والإعصار الحلقي هو واحد ذو عين كبيرة ومتناظرة، محاطًا بحلقة سميكة من الحمل الحراري الشديد، وعادة ما يكون قادر على الحفاظ على شدته وهيكله لعدة أيام. في 21 يوليو، خضع الإعصار لدورة استبدال أخرى. بعد الانتهاء من الدورة، وصل دانيال إلى رياح الذروة التي بلغت 150 ميلا في الساعة (240 كم / ساعة) في وقت مبكر من يوم 22 يوليو. وحافظ على رياح الذروة لمدة 18 ساعة، وبدأ دانيال في اتجاه ضعيف حيث عبر إلى منطقة درجات حرارة مياه باردة تدريجيًا. . أصبحت العين أكثر تميزًا في 23 يوليو،  قبل أن تتصاعد قمم السحاب مرة أخرى مع انخفاض الرياح.
عبر الإعصار منطقة المسؤولية المتوقعة لمركز إعصار المحيط الهادئ المركزي في 24 يوليو،  وعند القيام بذلك، اختفت عينه من صور القمر الصناعي. كان من المتوقع أن يتتبع دانيال جزر هاواي كعاصفة استوائية حيث كانت درجات حرارة المياه بالقرب من الجزر أكثر دفئًا،  ومن المتوقع أن تكون الرياح في الحد الأدنى. ومع ذلك، فقد تباطأ مع ضعف الحافة إلى الشمال، وبسبب مزيج من المياه الباردة والقص الشرقي المتزايد، ضعف دانييل إلى عاصفة مدارية في 25 يوليو. في وقت لاحق من ذلك اليوم، لم يبق أي حمل حيوي بالقرب من مركز الدوران المكشوف، وفي وقت مبكر من يوم 26 يوليو، ضعفت حالة الانخفاض الاستوائية. فشل نشاط العواصف الرعدية في إعادة التكوين، وتحول دانيال إلى منطقة منخفضة الضغط بحلول الساعة 00:00 بالتوقيت العالمي المنسق في 27 يوليو. واستمر الانخفاض المتبقي من الغرب إلى الشمال الغربي، وتبدد جنوب شرق جزيرة هاواي مباشرة في 28 يوليو.

## الاستعدادات والتأثير

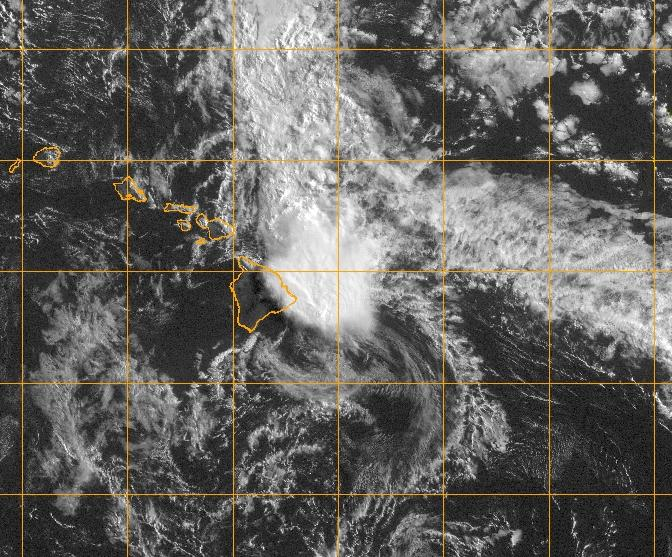
صورة فضائية لبقايا دانيال بالقرب من هاواي في 28 يوليو
.

عندما كان من المتوقع أن يمر إعصار دانيل عبر جزر هاواي كعاصفة مدارية، أوصى مسؤولو الولاية ومقاطعة هاواي السكان بإعداد مجموعات الأعاصير. كما اقترحوا شراء أطعمة وبطاريات غير قابلة للتلف. في البداية، كانت العاصفة بعيدة عدة أيام عن التأثير المحتمل على الولاية، ونتيجة لذلك، هرع عدد قليل من السكان للتحضير. أصدرت دائرة الأرصاد الجوية الوطنية في هونولولو نصائح عالية حول الشواطئ المواجهة للشرق في هاواي، وحذرت مرتادي الشواطئ من البقاء في المياه. أصدرت دائرة الأرصاد الجوية الوطنية تقريرًا عاجلاً عن مراقبة الفيضانات والرياح للتعامل مع بقايا دانيال.
أنتجت البقايا 2-5 بوصة (50-125 ملم) من الأمطار في جميع أنحاء المناطق الجبلية في جزيرة هاواي الكبرى وماوي في 28 و 29 يوليو. سجل غرب ويلويكي في ماوي 3.87 بوصة (98.3 ملم) في يوم واحد، وهو أعلى معدل سقوط يومي للأمطار من الإعصار. العاصفة أيضا ساعدت هطول الأمطار في مستجمعات المياه في شرق ماوي. وتسبب هطول الأمطار خاصة في كايلو-كونا على الجزيرة الكبيرة في القضاء على الطرق، فضلاً عن إغراق مجاري المياه الصغيرة. ومع ذلك، لم يتم الإبلاغ عن أي إصابات أو أضرار بالغة. ذكرت محطة في كا لاي لفترة وجيزة أن الرياح المستديمة تبلغ حوالي 35 ميلا في الساعة (56 كم / ساعة) مع سرعة إلى 45 ميلا في الساعة (72 كم / ساعة).
خلال مؤتمر الإعصار الواحد والستين بين الإدارات، طلب الدفاع المدني في ولاية هاواي عزل اسم دانيال، مشيرًا إلى أنه أصبح أحد العواصف العديدة التي لا تنسى للتهديد أو الضرر. ومع ذلك، لم توافق المنظمة العالمية للأرصاد الجوية على الطلب.

## انظر أيضا

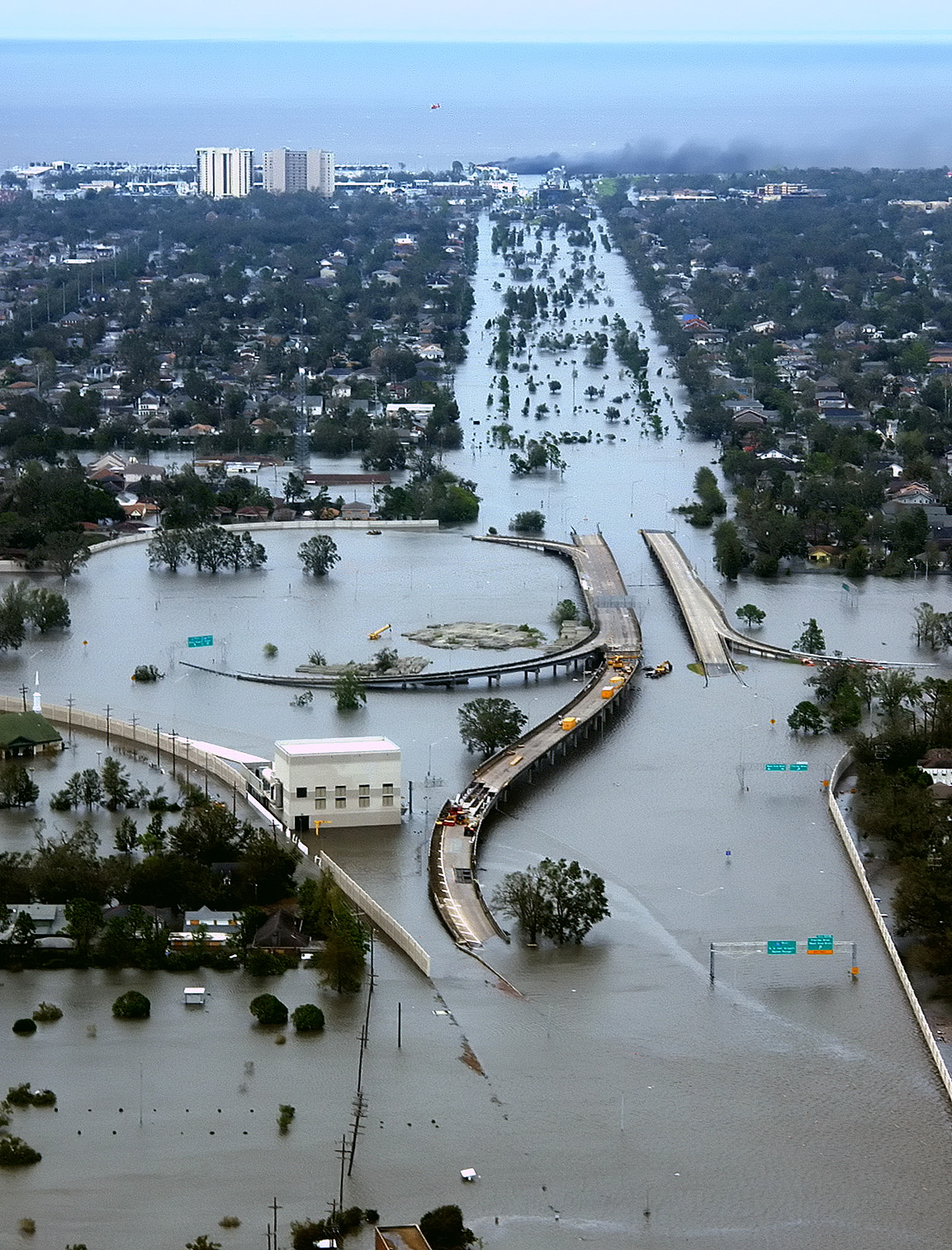
الأضرار التي خلفها إعصار كاثرينا

## استشهادات
1. ↑  أفضل أرشيف مسار دولي للإشراف على المناخ، QID:Q43269466
2. 1 2 3 4 5 6 7  Jack Beven (2006). [[[:قالب:NHC TCR url]] "Hurricane Daniel Tropical Cyclone Report"] (PDF). المركز الوطني للأعاصير. اطلع عليه بتاريخ 2007-07-18. {{استشهاد ويب}}: تحقق من قيمة |مسار= (مساعدة)
3. ↑  Stewart & Rhome (2006). "July 16 Tropical Weather Outlook". National Hurricane Center. مؤرشف من الأصل في 2017-07-15. اطلع عليه بتاريخ 2018-06-15.
4. 1 2  Beven (2006). "Tropical Depression Five-E Discussion One". National Hurricane Center. مؤرشف من الأصل في 2018-06-16. اطلع عليه بتاريخ 2007-07-29.
5. ↑  Pasch (2006). "Tropical Depression Five-E Discussion Two". National Hurricane Center. مؤرشف من الأصل في 2018-07-16. اطلع عليه بتاريخ 2007-07-29.
6. ↑  Stewart (2006). "Tropical Storm Daniel Discussion Three". National Hurricane Center. مؤرشف من الأصل في 2018-07-16. اطلع عليه بتاريخ 2007-07-29.
7. ↑  Mainelli & Avila (2006). "Tropical Storm Daniel Discussion Five". National Hurricane Center. مؤرشف من الأصل في 2018-07-16. اطلع عليه بتاريخ 2007-07-29.
8. ↑  Pasch (2006). "Tropical Storm Daniel Discussion Six". National Hurricane Center. مؤرشف من الأصل في 2018-07-16. اطلع عليه بتاريخ 2007-07-29.
9. ↑  Rhome & Stewart (2006). "Hurricane Daniel Discussion Eight". National Hurricane Center. مؤرشف من الأصل في 2018-07-16. اطلع عليه بتاريخ 2007-07-29.
10. ↑  Stewart and Brown (2006). "Hurricane Daniel Discussion Eleven". National Hurricane Center. مؤرشف من الأصل في 2018-07-04. اطلع عليه بتاريخ 2007-12-28.
11. ↑  Stewart and Brown (2006). "Hurricane Daniel Discussion Twelve". National Hurricane Center. مؤرشف من الأصل في 2018-07-04. اطلع عليه بتاريخ 2007-12-28.
12. ↑  Brown (2006). "Hurricane Daniel Discussion Sixteen". National Hurricane Center. مؤرشف من الأصل في 2018-07-04. اطلع عليه بتاريخ 2007-12-28.
13. ↑  Knaff، John A.؛ J.P. Kossin؛ M. DeMaria (أبريل 2003). "Annular Hurricanes" (PDF). Weather and Forecasting. American Meteorological Society. ج. 18 ع. 2: 204–223. Bibcode:2003WtFor..18..204K. DOI:10.1175/1520-0434(2003)018<0204:AH>2.0.CO;2. مؤرشف من الأصل (PDF) في 2019-12-08. اطلع عليه بتاريخ 2009-02-28.{{استشهاد بدورية محكمة}}:  صيانة الاستشهاد: التاريخ والسنة (link)
14. ↑  Brown & Stewart (2006). "Hurricane Daniel Discussion Twenty-Seven". National Hurricane Center. مؤرشف من الأصل في 2018-07-04. اطلع عليه بتاريخ 2007-12-28.
15. ↑  Brown & Stewart (2006). "Hurricane Daniel Discussion Twenty-Eight". National Hurricane Center. مؤرشف من الأصل في 2018-07-04. اطلع عليه بتاريخ 2007-12-28.
16. ↑  Houston (2006). "Hurricane Daniel Discussion Thirty-One". Central Pacific Hurricane Center. مؤرشف من الأصل في 2011-05-18. اطلع عليه بتاريخ 2007-12-28.
17. 1 2 3 4  "Overview of the 2006 Central North Pacific Tropical Cyclone Season". Central Pacific Hurricane Center. 2006. مؤرشف من الأصل في 2008-01-03. اطلع عليه بتاريخ 2007-12-28.
18. ↑  Rod Thomson (25 يوليو 2006). "Weakening Hurricane Daniel still a concern for Big Isle". Honolulu Star-Bulletin. مؤرشف من الأصل في 2018-07-16. اطلع عليه بتاريخ 2007-12-29. {{استشهاد ويب}}: استعمال الخط المائل أو الغليظ غير مسموح: |ناشر= (مساعدة)
19. ↑  "Hurricane Season 2006: Daniel (Eastern Pacific)". ناسا. 2006. مؤرشف من الأصل في 2017-06-14. اطلع عليه بتاريخ 2007-12-29.
20. ↑  Honolulu National Weather Service (2006). "July 2006 Tropical Weather Statements". مؤرشف من الأصل (TXT) في 2012-02-09. اطلع عليه بتاريخ 2007-12-29.
21. ↑  Kevin R. Kodama (2006). "July 2006 Hawaii Precipitation Summary". Honolulu National Weather Service. مؤرشف من الأصل في 2006-09-29. اطلع عليه بتاريخ 2007-12-29.
22. ↑  Edwin Tanji (29 يوليو 2006). "Trades dissipate remnants of Daniel". Maui News. {{استشهاد بخبر}}: استعمال الخط المائل أو الغليظ غير مسموح: |ناشر= (مساعدة)
23. ↑  "Event Report for Hawaii". National Climatic Data Center. 2006. مؤرشف من الأصل في 2011-05-20. اطلع عليه بتاريخ 2007-12-29.
24. ↑  "The Nation's Hurricane Program: An Interagency Success Story" (PDF). Interdepartmental Hurricane Conference. 2007. مؤرشف من الأصل (PDF) في 2009-03-10. اطلع عليه بتاريخ 2007-12-29.
25. ↑  Dennis H. McCarthy (2007). "National Weather Service Instruction Tropical Cyclone Names and Pronunciation Guide" (PDF). مؤرشف من الأصل (PDF) في 2008-09-10. اطلع عليه بتاريخ 2007-12-29.